# Лењин у Африци
„Лењин у Африци” је југословенски ТВ филм из 1973. године. Режирао га је Владимир Герић а сценарио су написали Владимир Герић и Драго Иванишевић.

## Улоге
| Глумац                 | Улога |
| ---------------------- | ----- |
| Борис Бузанчић         |       |
| Љубо Капор             |       |
| Угљеша Којадиновић     |       |
| Здравка Крстуловић     |       |
| Драго Митровић         |       |
| Семка Соколовић Берток |       |